# Tyloperla illiesi
Tyloperla illiesi és una espècie d'insecte plecòpter pertanyent a la família dels pèrlids.
El seu nom científic honora la figura del professor Joachim Illies.

## Descripció
- Els adults presenten un taca de color marró fosc al cap, el pronot marró amb rugositats i les ales marró clar amb la nervadura marró.
- Les ales anteriors del mascle fan entre 16 i 17 mm de llargària.[1]

## Distribució geogràfica
Es troba al Vietnam.